# Vojslavice
Vojslavice är en ort i Tjeckien.   Den ligger i regionen Vysočina, i den centrala delen av landet, 80 km sydost om huvudstaden Prag. Vojslavice ligger 430 meter över havet och antalet invånare är 102.
Terrängen runt Vojslavice är huvudsakligen platt, men åt nordost är den kuperad. Vojslavice ligger nere i en dal som går i nord-sydlig riktning. Runt Vojslavice är det ganska tätbefolkat, med 90 invånare per kvadratkilometer. Närmaste större samhälle är Pelhřimov, 18,0 km söder om Vojslavice. I omgivningarna runt Vojslavice växer i huvudsak blandskog.